# Borj El Kebir (Mahdia)
Pour les articles homonymes, voir Borj El Kebir.
Le borj El Kebir (arabe : البرج الكبير), appelé aussi kasbah de Mahdia, est une forteresse militaire ottomane du XVIe siècle située sur la presqu'île de Mahdia, en Tunisie. 

## Histoire
La forteresse est érigée au XVIe siècle sous l'égide d'Abû `Abd Allâh Muhammad V al-Hasan, après le départ des Espagnols, sur l'emplacement d'un ancien palais fatimide.

## Architecture

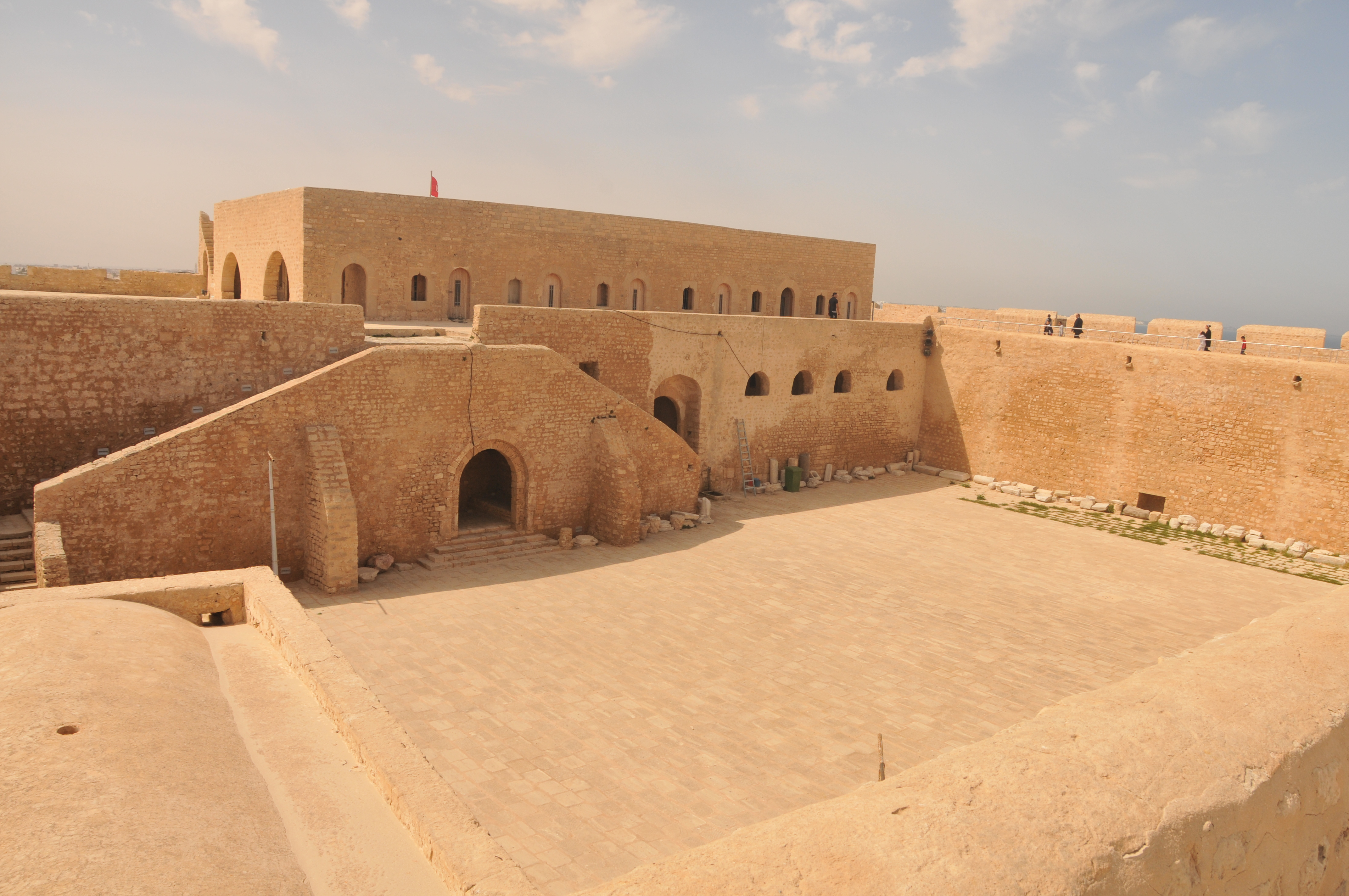
Cour intérieure du borj El Kebir.

La forteresse repose sur un plan quadrangulaire qui est par la suite doté de bastions d'angles. Elle est entourée d'une puissante muraille, à l'origine percée d'une seule entrée (après sa réaffectation à usage de prison, un autre accès y a été aménagé au XIXe siècle). La porte principale donne accès, par un passage voûté et coudé, à une cour sur laquelle donnent des salles, voûtées elles aussi.
À l'angle sud-est de cette cour se trouve un oratoire construit antérieurement et qui a été sauvegardé et intégré dans l'édifice.
Le chemin de ronde, aménagé en terrasse, donne une vue panoramique sur la médina, le cimetière marin, le bassin du vieux port et le cap Afrique.

## Tourisme
Ouverte au public, la forteresse est l'une des principales attractions touristiques de la ville de Mahdia.